# Emmanuel Chabrier
Emmanuel Chabrier (Ambert, Puèi Domat, 18 de gener de 1841 - París, 13 de setembre de 1894) fou un compositor francès.

## Biografia
Entrà com empleat (1862) al ministeri de l'Interior, però deixà aquesta feina per dedicar-se totalment a la música. Abans d'instal·lar-se a París havia treballat el piano amb dos obscurs espanyols, indubtablement pitjor dotats que ell: era un pianista nat. Estudià harmonia i contrapunt, amb Aristide Hignard, va obtenir el premi de Roma, però sempre es queixaria de no haver après l'ofici a fons.
Aviat es va comprometre amb l'avantguarda del seu temps, és a dir, amb els primers wagnerians, els joves franckistes que renegaven de l'ensenyament oficial i que serien expulsats fulminantment d'alguns cursos del Conservatori per haver infiltrat la partitura de Die Meistersinger von Nürnberg, els poetes simbolistes, els pintors impressionistes contra els que arremetia la premsa i els plebeus. En aquell medi hom s'estimava Chabrier, per la seva naturalitat i energia, pel deliri en el teclat. Al principi actuà com un mer afeccionat, compongué algunes melodies, unes operetes escabellades que no arribà acabar sobre temes de Verlaine, Fisch-Ton-Khan, Vaucochard et fils Ier. Després dues òperes bufes, L'Étoile (1877) i L'Education manquée (1879), que li valgueren l'efusiu alè de Gabriel Faure i d'André Messager. També rebé l'ajuda d'un gran amic Paul Jean-Jacques Lacome d'Estalenx, un altre compositor francès, pràcticament desconegut.

### S'aboca la música
El mateix any de L'education manquée, abandona el seu despatx ministerial per abocar-se de manera exclusiva en la música. També per a ell, el gran revulsiu havia estat, un temps abans, l'audició de Tristan und Isolde a Múnic, on l'havia arrossegat el seu amic Henri Duparc, un dels més grans prosèlits wagnerians. El 1881, es feia repetidor i director de cors de Lamoreux, amb l'objecte sobretot de participar en les cèlebres execucions de concert, acte per acte, del Tristany, destinades a suplir a la tossuda Òpera Garnier, l'únic dels grans teatres lírics que ignorava encara l'existència d'aquella obra mestra.
El 1883, assolí el primer èxit popular, i virtualment l'únic, amb España, rapsòdia per a orquestra. Acabava de publicar per a piano, els Trois Valses Romantiques, les Pièces Pittoresques, de les que orquestrà una part sota el títol de Suite pastorale. L'any 1886 concloïa una òpera, Gwendoline, sobre un llibret de Catulle Mendès. Era la història de Judith i Holofernes reformada i traslladada a escenaris escandinaus i saxons del segle viii. Gwendoline, encarregada d'assassinar al danès Harald, s'enamorava d'ell, li tornava l'espasa per ajudar-lo a defensar-se i, quan era capturat, expirava al seu costat. La influència wagneriana satura cadascun dels tres actes. Harald ens sembla una espècie de Siegfried corsari. Les valquíries i el Valhala conformen el teló de fons del drama. Si Chabrier torna a l'òpera per retalls solts, s'hi conserva una planúria que assoleix amb penes i treballs expressar l'heroisme, també utilitza els leitmotiv amb una indiscreció ingènua, desencadena tot el poder de l'orquestra.
Però l'any següent, aquell compositor capriciós produïa Le Roi malgré lui, una òpera còmica d'ambient francès. Compondria encara una curta i desbordant peça simfònica, la Marxa alegre i, per al piano, la Bourrée fantasque que instrumentà el director alemany Fèlix Mottl. Havia començat una segona òpera, Briséis, sobre un llibret d'Ephraïm Mikhaël i Catulle Mendès, on s'oposaven paganisme i cristianisme. L'obsessió de Parsifal, escoltada pel compositor a Bayreuth l'any 1889, s'evidencia quasi en cada pàgina. Però Chabrier només pogué escriure el primer acte. Ja sofria el pròdrom de la paràlisi general que se l'emportà als cinquanta-tres anys, després d'uns mesos de penosa degeneració.

## L'animador
Chabrier, «l'animador» d'admiracions entusiastes, no havia tingut com amics només als artistes i escriptors del seu entorn. Però el públic el coneixia ben poc. La gran hora de la revenja arribà quan Maurice Ravel i després els joves músics francesos de la primera postguerra reconegueren en ell a un dels mestres predilectes. Llavors es multiplicaren els estudis sobre les innovacions de la seva harmonia «lliure com l'aire», els seus encadenaments de novenes i sèptimes, l'ús inopinat de les gammes modals, de l'escala pentatònica, la incessant diversitat de la seva invenció rítmica. Ocupa efectivament un lloc força original en l'evolució de l'escriptura harmònica, encara que, és gràcies a un nombre reduït de pàgines, podríem dir que de compassos, ja que es tracta sovint de detalls fugaços en una obra de qualsevol manera restringida: les seves primeres òperes bufes, ja que s'ha reconegut que posseeixen majors atractius que Le Roi malgré lui, d'una escriptura més acurada però més convencional, les seves dues breus fantasies simfòniques España i Marxa alegre, les millors peces per a piano i alguns fragments de cant.

## Incitació a l'òpera
Els incondicionals de Chabrier s'han lamentat que els seus amics els franckistes, a la vista dels seus dots, l'incitaren a compondre òperes, unes grans tramoies contràries al seu esperit i per sobre de les seves forces. Però les dades desmenteixen aquestes queixes, igual que l'altra hipòtesi, segons la qual, desesperat per la genialitat gegantina de Wagner, Chabrier hauria cercat refugi en l'humor. És cert què, el 1881, ell mateix confessava als seus íntims un desenganxament de la pròpia música des que Tristany li donà «el cop de gràcia». Però dos anys més tard, després d'un viatge a l'altra banda dels Pirineus, escrivia España, un espurnejant retaule del fals pintoresquisme dels espanyolismes, amb unes troballes orquestrals de les més personals com el cant sorollós dels trombons sobre el lleuger esgarrar de la corda, i al mateix temps un homenatge estilitzat als ritmes populars de Castella i d'Andalusia que els ciutadans de Madrid, València i Sevilla encara menyspreaven. Chabrier estava ja immers en les partitures de Wagner quan s'entretenia amb L'Étoile i les seues còpies «saineteres». Presentà la Marxa alegre i es calçà els esclops auvernesos de la Bourrée fantasque a la vegada que meditava els leimotivs de Briséis. Els joves músics d'avui es declaren atònits i decebuts per aquestes inconseqüències.

## El millor del compositor
El millor de Chabrier rau en el seu optimisme que ha portat a comparar-lo amb els seus amics, els pintors impressionistes, dels quals posseïa una col·lecció on figurava entre d'altres, El Bar des Folies Bergère de Manet, que avui l'hauria convertit en multimilionari. Més afí encara a aquests pintors que Bizet, encarnava com ells el gust pels colors frescos, alegres, en una època en què tendim a oblidar fins a quin extrem es cultivava la tristesa; tenebrositat de Zola i de tots els escriptors naturalistes, planys dels simbolistes, furors espaordits de Léon Bloy, amargants mesquineses del Teatre lliure, foscors i melodrames dels pintors oficials, nostàlgia d'un Henri Duparc, grissalla inconsolable d'un Ernest Chausson. Hom aprecia entre els temes familiars dels seus amics pintors i un Chabrier que aplica els seus descobriments harmònics als gèneres més desprestigiats, operetes i fins i tot romances de saló, tonades de cafè cantant, i que mescla al seu gust un sentimentalisme en definitiva entendridor –La Sulamite, l'Oda a la música, ambdues per a solista i cor femení-, hereu per línia directa de Gounod, a qui aquest fanàtic de Bayreuth professava una fonda estima. Se li criticà que camuflés darrere la vivesa de la seva harmonia una brevetat en els desenvolupaments.
És clar que els franckistes no varen intervenir en la composició de Gwendoline i de Briséis. N'hi havia prou amb l'inflamat wagnerisme del bon auvernés, l'empenyeren a un mimetisme que aniuava ja en el seu caràcter franc i ingenu, a la temptació de mesurar-se amb aquella estètica fascinant. L'error de Chabrier fou confiar els seus llibrets a uns simbolistes de tercera fila, introduïts en l'avantguarda de l'època, però d'una mediocritat de filferro –Le Roi malgré lui es malmet també amb una trama embarrilada que va comprometre la seva carrera.
Les seves obres coloristes han influït sobre nombrosos compositors francesos, principalment Claude Debussy, Maurice Ravel i Francis Poulenc. La seva rapsòdia España per a orquestra és sense dubte una de les seues obres més cèlebres, composta en una època en què nombrosos compositors francesos s'interessaven en el folklore espanyol (Georges Bizet, Édouard Lalo, etc.). També s'interpreta sovint la Marxa alegre per a orquestra.

## Obres principals
- Música per a piano:
  - Pièces pittoresques (1881)
  - Bourrée fantasque (1891)
- Música orquestral:
  - España (1883)
  - Joyeuse marche (1888)
- Música vocal:
  - Lieder
- Òperes :
  - Fisch-Ton-Kan (1875)
  - L'Étoile (1877)
  - Une éducation manquée (1879)
  - Gwendoline (1886)
  - Le Roi malgré lui (1887)